# Премия Союзного государства в области литературы и искусства

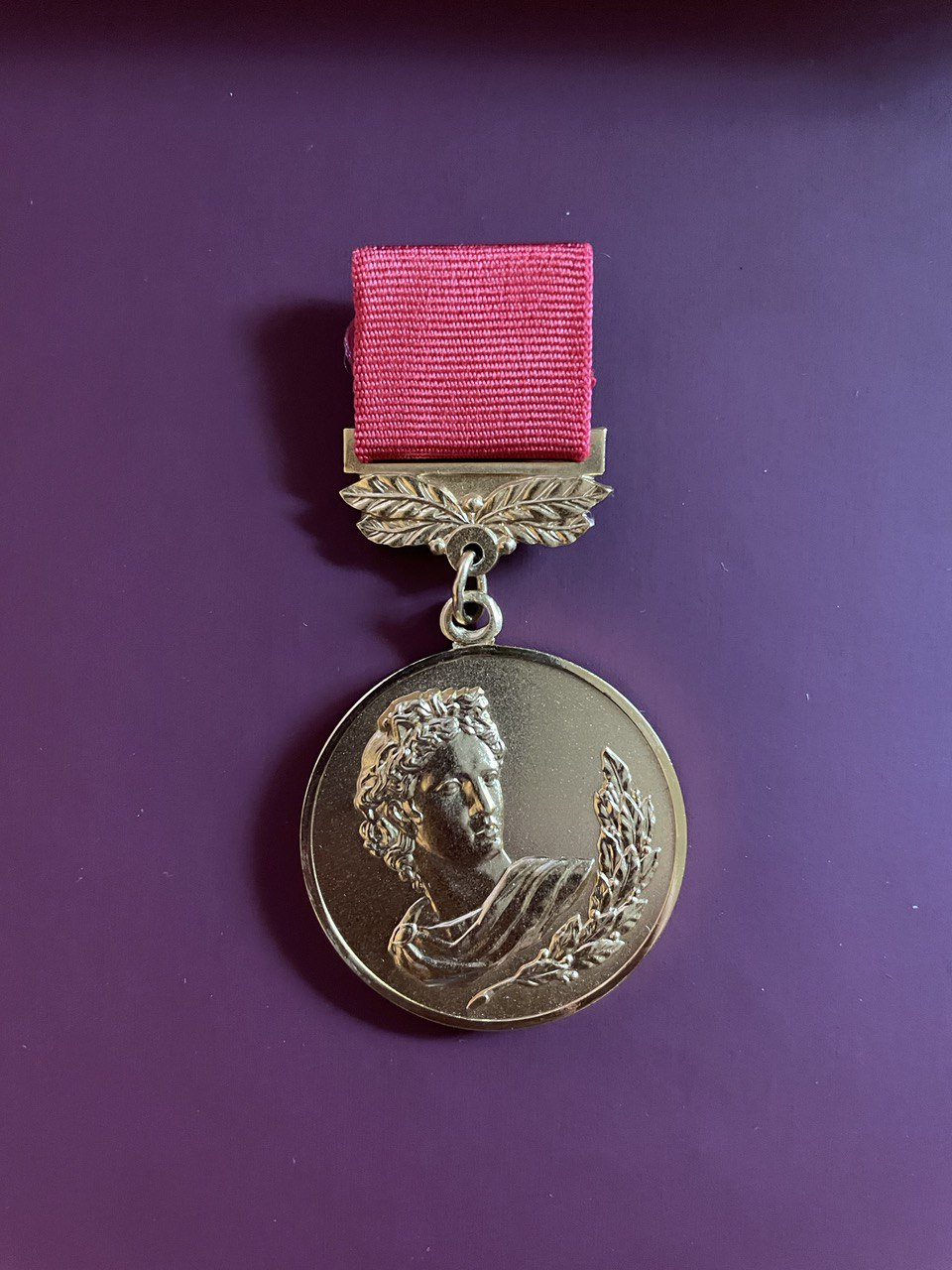
Нагрудный знак лауреата Премии Союзного государства в области литературы и искусства

Пре́мия Сою́зного госуда́рства в области литературы и искусства — государственная награда Союзного государства. Присуждается за произведения литературы и искусства, вносящие большой вклад в укрепление отношений братства, дружбы и всестороннего сотрудничества между государствами – участниками Союзного государства, авторами которых являются граждане государств-участников Союзного государства.

## Положение
Премии Союзного государства в области литературы и искусства (далее – премии) присуждаются за произведения литературы и искусства, вносящие большой вклад в укрепление отношений братства, дружбы и всестороннего сотрудничества между государствами – участниками Союзного государства, авторами которых являются граждане государств- участников Союзного государства.
Премии присуждаются один раз в два года Высшим Государственным Советом Союзного государства.

## История
Премии Союзного государства в области литературы и искусства (в количестве трёх) учреждены Решением Высшего Совета Союза Беларуси и России от 28 апреля 1999 года №6 «Об учреждении премий Союза Беларуси и России в области литературы и искусства».

## Нагрудный знак
Почетный знак "Лауреат премии Союзного государства в области литературы и искусства" из позолоченного серебра, представляет собой круг диаметром 34 мм, окаймленный выпуклым бортиком.
На лицевой стороне почетного знака расположено рельефное погрудное изображение Аполлона, ниже и правее которого - лавровая ветвь.
На оборотной стороне почетного знака - надпись в центре в четыре строки: ЛАУРЕАТ / ПРЕМИИ / СОЮЗНОГО / ГОСУДАРСТВА, ниже по окружности - В ОБЛАСТИ ЛИТЕРАТУРЫ И ИСКУССТВА.
Почетный знак соединен с металлической планкой шириной 23 мм, в нижней части которой - рельефные лавровые листья. Планка и листья позолочены.
Над листьями прорезь для красной шелковой муаровой ленты шириной 20 мм и высотой 18 мм.
На оборотной стороне планки - булавка для крепления почетного знака к одежде.

## Льготы и поощрения
Лицу, удостоенному премии, присваивается звание "Лауреат премии Союзного государства в области литературы и искусства", выплачивается денежное вознаграждение в сумме, равной 1250-кратному минимальному размеру оплаты труда в Российской Федерации, применяемому для регулирования оплаты труда и утвержденному на дату принятия решения о присуждении премий, вручаются почетный знак Лауреата премии Союзного государства в области литературы и искусства, удостоверение к почетному знаку и диплом Лауреата премии Союзного государства в области литературы и искусства, подписанные Председателем Высшего Государственного Совета Союзного государства.
При присуждении премии за коллективное произведение, денежное вознаграждение делится поровну между лауреатами, а диплом, почетный знак и удостоверение к нему вручаются каждому лауреату.
Почетный знак, удостоверение к нему и диплом лауреата, награжденного посмертно, передаются или оставляются его семье, а денежное вознаграждение передается по наследству в порядке, установленном законодательством страны, гражданами которой являются наследники лауреата.

## Награждённые
| Годы присуждения | Работы, удостоенные награды | ФИО лауреатов |
| ---------------- | --- | --- |
| 2002             | За цикл пьес и сценариев для театра и кино («Пророк», «Вечер», «Рядовые», «В сумерках», «Черная панна Несвижа», «Белые росы») | Дударев Алексей Ануфриевич |
| 2002             | За роли в кинофильмах, снятых на киностудиях России и Беларуси в 1990 − 2000 годах | Петренко Алексей Васильевич |
| 2002             | За сборник повестей «Поиски пристанища» | Шамякин Иван Петрович |
| 2004             | За песни последних лет, исполненные на фестивалях «Славянский базар» и создание музыки к кинофильму «Сын за отца» | Пахмутова Александра Николаевна |
| 2004             | За циклы работ «Цифры на сердце» и «Черная быль» | Савицкий Михаил Андреевич |
| 2004             | За цикл живописных произведений «На теплой земле» | Сидоров Валентин Михайлович |
| 2006             | За режиссуру и ряд ролей в кинофильмах и спектаклях (в том числе за роли в кинофильмах «Бедная Настя» и «Чешское фото», режиссуру и исполнение ролей в спектакле «Лица») | Калягин Александр Александрович |
| 2006             | За перевод на русский язык поэмы средневекового белорусского поэта Николая Гусовского «Песня о зубре» | Куняев Станислав Юрьевич |
| 2006             | За исполнение ряда ролей в кинофильмах и спектаклях (в том числе в кинофильме «Любить по-русски», спектакле «Волки и овцы» и других) | Янковский Ростислав Иванович |
| 2008             | За исполнение роли Чичикова и постановку спектаклей «Мертвые души», «Три сестры», «Ревизор», «Карамазовы», «Женитьба» | Арцибашев Сергей Николаевич |
| 2008             | За исполнение ряда ролей в кинофильмах и режиссуру (в том числе за роли в кинофильмах «Восхождение», «Возьму твою боль», «Наш бронепоезд», «Урга», «Прикованный», режиссуру спектакля «Миленький ты мой») | Гостюхин Владимир Васильевич |
| 2008             | За концертные программы 2002 – 2005 годов Национального оркестра эстрадной и симфонической музыки, посвященные творчеству белорусских и российских композиторов | Финберг Михаил Яковлевич |
| 2010             | За памятники А.С.Пушкину г. Минске и Янке Купале в г. Москве | авторский коллектив в составе: Григорьев Юрий Пантелеймонович Гумилевский Лев Николаевич Гумилевский Сергей Львович Орехов Юрий Григорьевич Орехов Григорий Юрьевич                                                          |
| 2010             | За цикл живописных работ «Родная земля» | авторский коллектив в составе: Ткачев Алексей Петрович Ткачев Сергей Петрович |
| 2010             | За серию живописных работ «Палитра моего времени» | Щемелев Леонид Дмитриевич |
| 2012             | За поэтический цикл «Белорусская тетрадь», поэму «Шмель в автобусе» и отдельные стихотворения 1969 – 1994 годов | Горбовский Глеб Яковлевич |
| 2012             | За серии живописных работ и графических циклов (в том числе «История и современность», «Высокое небо», «Родина космонавтов», «Северный морской путь», «Чернобыль. Будни белорусские» и другие) | Поплавский Георгий Георгиевич |
| 2014             | За роль Сервантеса – Дон Кихота в мюзикле «Человек из Ламанчи» | Зельдин Владимир Михайлович |
| 2014             | За создание скульптурных произведений (в том числе бюстов и скульптурных композиций, посвященных покорителям космоса и памятника писателю С.Т.Аксакову) | Миско Иван Якимович |
| 2014             | За ряд исследований по архитектуре (в том числе за книги о храмах и монастырях Беларуси и архитектуре городов Верхнего Приднепровья ХVII – XIX веков) | Слюнькова Инесса Николаевна |
| 2016             | За проект «Песни военных лет» | Федосеев Владимир Иванович |
| 2016             | За памятник Святейшему Патриарху Алексию II в г. Минске | авторский коллектив в составе: протоиерей Федор Повный Слободчиков Владимир Иванович Морозов Игорь Вячеславович |
| 2016             | За музыкальный альбом «Где калина цвела» | авторский коллектив в составе: Ярмоленко Анатолий Иванович Елисеенков Олег Николаевич Юркин Иван Захарович |
| 2018             | За песенные произведения разных лет (в том числе «Олеся», «Глухариная заря», «Печки-лавочки», «У Криницы», «Москва за нами» и другие) | Иванов Олег Борисович |
| 2018             | За концертную программу Государственной академической симфонической капеллы России в рамках XXI Международного фестиваля «Магутны Божа» | авторский коллектив в составе: Полянский Валерий Кузьмич Шанин Александр Александрович |
| 2018             | За балетные спектакли 1974 – 2017 годов (в том числе «Сотворение мира», «Спартак», «Ромео и Джульета», «Дон Кихот» и другие) | Елизарьев Валентин Николаевич |
| 2020             | За документальные фильмы 1988 - 2018 гг., посвященные исследованию актуальных вопросов в сфере науки, экономики, культуры, истории СССР, России и Беларуси, событиям Второй мировой войны, которые внесли значительный вклад в укрепление отношений братства, дружбы и всестороннего сотрудничества между государствами-участниками | Алай Анатолий Иванович |
| 2020             | За кинофильмы воспитательного и патриотического характера, посвященные героической борьбе советского народа с немецко-фашистскими захватчиками во время Великой Отечественной войны, спектакли русской и мировой драматургии (1994 - 2018 гг.)                                                                                      | Ефремов Александр Васильевич |
| 2020             | За цикл образовательных анимационных фильмов "Сказки старого пианино" | авторский коллектив в составе: Марголина Ирина Рафаиловна Черкасова Оксана Леонтьевна Петкевич Елена Вячеславовна Кодюкова Ирина Валентиновна                                                                                |
| 2022             | За концертные программы Международного фестиваля искусств "Славянский базар в Витебске" | авторский коллектив в составе: Богорад Леонид Абрамович (посмертно) Вавилов Александр Дмитриевич Ковленая Ирина Петров Сергей Романовская Марина                                                                             |
| 2022             | За издательский проект «Историческая память Союзного государства», посвященный 75-летию общей Победы народов Советского Союза в Великой Отечественной войне | авторский коллектив в составе: Антонович Иван Иванович Кандыбович Сергей Львович Климук Петр Ильич Козополянская Александра Вадимовна Солопова Оксана Вячеславовна Роева-Мкртчян Екатерина Борисовна Чехлов Николай Иванович |
| 2022             | За проект «Ржевский Мемориал Советскому солдату» | авторский коллектив в составе: Коробцов Андрей Сергеевич Фомин Константин Евгеньевич |
| 2024             | За создание музея в Государственном мемориальном комплексе «Хатынь» | авторский коллектив в составе: Скробот Виктор Николаевич Петкевич Андрей Георгиевич Храмой Александр Васильевич |
| 2024             | За создание и реализацию историко-просветительского проекта «Бацькаўшчына» и издание авторских книг-альбомов | Лиходедов Владимир Алексеевич |
| 2024             | За создание цикла песен «Беларусь», «Русь», «Цераз рэчаньку» | Захарченко Виктор Гаврилович |